# Černice (Horní Jiřetín)
Černice (německy Tschernitz) jsou vesnice a místní část města Horní Jiřetín v okrese Most v Ústeckém kraji. Nacházejí se v nadmořské výšce 248 metrů, asi 1,5 kilometru severovýchodně od Horního Jiřetína. Do osady zajíždějí autobusy MHD č. 14 a 28.

## Název
Původ názvu vesnice je nejasný. Mohl by být odvozen z přídavného jména černá ve smyslu Černá voda, ale žádný takový potok není v Čechách znám. Jinou možností je odvození názvu ze jména osoby. V historických pramenech se jméno vesnice objevuje ve tvarech: Cyrnin (1250), Czirnezin (1325), Czrnicz (1409), Cžernicze (1516), Ssirymicz (1549), Czirnicze (1555), czirnicze (1561), „ves Cžjrniczy celou“ (1599) a Cžernicz (1787).

## Historie
První písemná zmínka o Černicích pochází až z roku 1250. Před rokem 1848 byly Černice součástí lobkovického panství Nové Sedlo – Jezeří. Po roce 1850 se Černice staly osadou obce Nové Sedlo nad Bílinou (tehdy Novosedly) v okrese Chomutov, později byly osadou obce Albrechtice. Ve třicátých letech 20. století se osamostatnily. V roce 1960 se Černice staly součástí okresu Most a od tohoto roku se rovněž staly osadou Horního Jiřetína.
V 16. století tu působila zděná kamenečná huť, vybavená několika pecemi, z nichž každá byla vybavena šesti olověnými pánvemi. Huť zpracovávala kamenečné břidlice z místního naleziště a spolupracovala s podobným podnikem v nedalekých Kundraticích. V pecích se topilo uhlím z povrchového lomu mezi Kundraticemi a Podhůřím. Roku 1680 (a snad už od roku 1647) hutě provozovali Lobkovicové, za nichž byl otevřen nový lom a otevřena odvodňovací štola, která odváděla vodu z dobývek na úbočí vrchu Kapucín do Černického potoka. Výroba kamence zde byla ukončena nejspíše krátce po polovině osmnáctého století. Poslední zmínka o ní je z roku 1751.
Na přelomu dvacátého a 21. století byla vesnice spolu s městem Horním Jiřetínem známá v diskusi ohledně tzv. územních limitů těžby hnědého uhlí. V případě posunutí jejich hranic by byla ohrožena existence obou sídel.

## Přírodní poměry
Černice stojí na rozhraní Mostecké pánve a úpatí Krušných hor. Severozápadně od vesnice se zdvihá masív Černického vrchu, Kapucínu a Točníku, vymezený na severu údolím Jiřetínského potoka a na jihovýchodě údolím Černického potoka. Po jejich úpatí vede přeložka Šramnického a Černického potoka, na jejíž pravé straně se nachází odvaly a dvě jezírka, která jsou zatopenými lomy po těžbě kamenečných břidlic. Lesní porosty na Kapucínu a Točníku jsou chráněny v přírodní rezervaci Točník – Kapucín.
V severní části katastrálního území se v zářezu silnice z Horního Jiřetína do Mikulovic nachází odkryv terciérní subvulkanické brekcie tvořené úlomky hornin krystalinika a přeměněných bazaltických hornin, uložených ve vulkanickém materiálu s řídkými sloupky čedičového amfibolu. Na linii brekcie jsou vázány tři maarové diatrémy aktivní v období miocénu až pliocénu.

## Obyvatelstvo
Při sčítání lidu v roce 1921 zde žilo 536 obyvatel (z toho 271 mužů), z nichž bylo 71 Čechoslováků, 464 Němců a jeden člověk jiné národnosti. Kromě 46 lidí bez vyznání byli členy římskokatolické církve. Podle sčítání lidu z roku 1930 měla vesnice 624 obyvatel: 84 Čechoslováků, 523 Němců a osm cizinců. S výjimkou osmi evangelíků a 61 lidí bez vyznání se hlásili k římskokatolické církvi.
| Rok            | 1869 | 1880 | 1890 | 1900 | 1910 | 1921 | 1930 | 1950 | 1961 | 1970 | 1980 | 1991 | 2001 | 2011 | 2021 |
| -------------- | ---- | ---- | ---- | ---- | ---- | ---- | ---- | ---- | ---- | ---- | ---- | ---- | ---- | ---- | ---- |
| Počet obyvatel | 258  | 356  | 346  | 379  | 463  | 536  | 624  | 516  | 505  | 385  | 350  | 249  | 239  | 235  | 232  |
| Počet domů     | 44   | 55   | 52   | 63   | 67   | 76   | 102  | 104  | 96   | 90   | 91   | 89   | 87   | 87   | 87   |

## Pamětihodnosti
- Zámek Jezeří
- Asi 1,5 km západně od vesnice se nachází drobné zbytky hradu na Josefině skále založeného ve druhé polovině 13. století.[13]
- Pozůstatky zaniklého hradu tzv. neznámého hradu u Albrechtic (též Hausberk nebo Alberk)